# アル・オーター
アルフレッド・アドルフ・"アル"・オーター・ジュニア（Alfred Adolf "Al" Oerter, Jr.、1936年9月19日 - 2007年10月1日）は、アメリカ合衆国の円盤投選手。
オリンピックの陸上競技において史上初めて4大会連続の金メダルを獲得した選手、またオリンピックの同一種目において史上初めて4大会連続の金メダルを獲得した選手として、オリンピックの歴史にその名を刻んでいる。

## 経歴
彼は、いずれのオリンピックでも、決して優勝候補でもなかったのにもかかわらず、オリンピック新記録で金メダルを獲得している。特に、1964年東京オリンピックにおいては、首と肋骨に怪我を負っていながらそれに打ち勝って、自己ベストで金メダルを獲得した。
オーターは、1962年に史上初めて200フィートの壁を突破したのをはじめとして、4回の世界記録を打ち立てるなどの栄誉を残し、1968年メキシコシティーオリンピックで4つめの金メダルを獲得したあと引退した。
しかし、1977年に5つめの金メダルを獲るべく、選手として復帰する。だが、モスクワオリンピックの代表選考では4位に終わり、5回目の代表は惜しくも逃すも補欠となる（結局モスクワオリンピックをアメリカはボイコットをしたので代表にはなれなかった）。しかし、この年(1980年)に彼は43歳で69m46の自己ベストを記録し、かつこの年の世界の最長不倒を記録する。その後、彼はソウルオリンピックに向けてもトレーニングを続けたという。
現役引退後は画家としても活動。身長193cmで一時は体重が136kgもあった巨漢で、晩年は高血圧と心臓病に苦しんでいた。

## 主な実績
| 年   | 大会                   | 場所                       | 種目   | 結果 | 記録  |
| ---- | ---------------------- | -------------------------- | ------ | ---- | ----- |
| 1956 | オリンピック           | メルボルン(オーストラリア) | 円盤投 | 1位  | 56m36 |
| 1959 | パンアメリカンゲームズ | シカゴ(アメリカ合衆国)     | 円盤投 | 1位  | 58m12 |
| 1960 | オリンピック           | ローマ(イタリア)           | 円盤投 | 1位  | 59m18 |
| 1964 | オリンピック           | 東京(日本)                 | 円盤投 | 1位  | 61m00 |
| 1968 | オリンピック           | メキシコシティ(メキシコ)   | 円盤投 | 1位  | 64m78 |

## 参照
List of multiple Olympic gold medalists in one event